# Ненад С. Петровић
Ненад Петровић (Јагодина, 26. март 1977) српски је глумац. Активни је члан Градског позоришта у Јагодини где је одиграо велики број представа. 

## Биографија
У свом родном граду (Јагодини) је завршио основну и средњу школу. Активни је члан Градског позоришта Јагодина, где је одиграо велики број представа. Много пута је награђиван за улоге у представама на разним фестивалима у Бечеју, Лазаревцу, Богатићу, Лозници итд.Године 1994. године са представом „ Реквијем за губитнике“ на есперанто језику игра дуж целе јужне Француске.
Осим глумачког позива био је у 3 локална бенда, где и даље повремено наступа као певач. Свира гитару и носи мајсторско звање у аикидоу. Као заштитни знак познат је као имитатор како цртаних ликова тако и певача.

## Градско позориште Јагодина
- "Сумњиво лице"
- "Бановић Страхиња"
- "Стаклена менажерија"
- "Хероји"
- "Рањени орао"
- "Београд некад и сад"
- "Саб(х)рана дела Виљама Шекспира"
- "Звездана прашина"
- "Шљива"
- "Вила рајски мир"
- "Вечити студент"
- "Ноћна фрајла"
- "Бетовен, Симфонија радости"
- "Црна Дама"
- "Шесторо у пиџамама"
- "Опет плаче ал сад од среће"
- "Скапенове подвале"

Градско позориште Параћин
- "Ожалошћена породица"
- "Иза кулиса"

## Филмске и ТВ улоге
- "Лепа села лепо горе" (филм),
- "Војна академија 3" (филм),
- "Корени" (серија),
- "Ургентни центар 3" (серија),
- "Породица" (серија),
- "Династија" (серија),
- "Време зла" (серија),
- "Мозаик" (серија),
- "Блок 27" (серија),
- "Александар од Југославије" (серија),
- "Опкољени" (филм),
- "Ургентни центар 5" (серија),
- "Тунел" (серија),
- "Време смрти" (серија),
- "Пасјача" (серија),
- "Ђенерал" (филм).

## Награде
2016 – НАЈБОЉИ ГЛУМАЦ ВЕЧЕРИ, представа „Хероји“, Фестивал „Дани Миливоја Мартиновића“ Богатић.
2016 – НАЈБОЉИ ГЛУМАЦ ПО ОЦЕНИ ПУБЛИКЕ, представа „Хероји“, Фестивал „Јован Кнежевић Цаца“ Бечеј.
2016 – НАЈБОЉИ ГЛУМАЦ ВЕЧЕРИ, представа „Хероји“, Фестивал „Гулини дани“ Петровац на Млави.
2016 –  НАЈБОЉИ ГЛУМАЦ ВЕЧЕРИ, представа „Хероји“, Фестивал „Виминациум лумен меум“ Костолац.
2016 – НАЈБОЉИ ГЛУМАЦ ФЕСТИВАЛА, представа „Хероји“, Фестивал „Виминациум лумен меум“ Костолац.
2017 –  НАЈБОЉИ ГЛУМАЦ ВЕЧЕРИ, представа „Саб(х)рана дела Вилијама Шекспира“, Фестивал глумачких остварења Лозница.
2017 –  НАЈБОЉИ ГЛУМАЦ ФЕСТИВАЛА, представа „Саб(х)рана дела Вилијама Шекспира“, Фестивал глумачких остварења Лозница.
2017 – НАЈБОЉИ ГЛУМАЦ ВЕЧЕРИ, представа „Саб(х)рана дела Вилијама Шекспира“, Фестивал „Гулини дани“ Петровац на Млави.
2017 – НАЈБОЉИ ГЛУМАЦ ПО ОЦЕНИ ПУБЛИКЕ, представа „Саб(х)рана дела Вилијама Шекспира“,  Фестивал „Јован Кнежевић Цаца“ Бечеј.
2017 – НАЈБОЉИ ГЛУМАЦ ВЕЧЕРИ, представа „Саб(х)рана дела Вилијама Шекспира“, Фестивал „Дани Миливоја Мартиновића“ Богатић.
2017 – НАЈБОЉИ ГЛУМАЦ ВЕЧЕРИ, представа „Саб(х)рана дела Вилијама Шекспира“, Фестивал „Виминациум лумен меум“ Костолац.
2019 – НАЈБОЉИ ГЛУМАЦ ВЕЧЕРИ, представа „Саб(х)рана дела Вилијама Шекспира“, Фестивал „Дани Живке Матић“ Пожаревац.
2020 –  НАЈБОЉИ ГЛУМАЦ ВЕЧЕРИ, представа „Саб(х)рана дела Вилијама Шекспира“, Фестивал „ФАПОР“ Лесковац.
2020 –  НАЈБОЉИ ГЛУМАЦ ФЕСТИВАЛА, представа „Саб(х)рана дела Вилијама Шекспира“, Фестивал „ФАПОР“ Лесковац.
2021 –  НАЈБОЉИ ГЛУМАЦ ВЕЧЕРИ, представа „Шесторо у пиџамама“, Фестивал „Гулини дани“ Петровац на Млави.
2021 –  НАЈБОЉИ ГЛУМАЦ ФЕСТИВАЛА, представа „Шесторо у пиџамама“, Фестивал „Гулини дани“ Петровац на Млави.
2022 –  НАЈБОЉИ ГЛУМАЦ ВЕЧЕРИ, представа „Скапенове подвале“, Фестивал „Гулини дани“ Петровац на Млави.
2022 –  НАЈБОЉИ ГЛУМАЦ ФЕСТИВАЛА, представа „Скапенове подвале“, Фестивал „Гулини дани“ Петровац на Млави.
2022 – НАЈБОЉИ ГЛУМАЦ ВЕЧЕРИ, представа ,,Пиџама за шесторо“, Фестивал Брандам, Крњево.
2023 –  НАЈБОЉИ ГЛУМАЦ ВЕЧЕРИ, представа „Саб(Х)рана дела Вилијама Шекспира“, Фестивал „Дрим фест“ Суботица.
2025 - НАЈБОЉИ ГЛУМАЦ ВЕЧЕРИ, представа ,,Ко је овде луд“, Фестивал ,,Миливојев штап и шешир" Пожаревац.